# SoNy Sugar
El SoNy Sugar es un equipo de fútbol de Kenia que juega en la Liga keniana de fútbol, la primera división de fútbol en el país.

## Historia
Fue fundado en el año 1982 en la ciudad de Awendo por la empresa azucarera South Nyanza Sugar Company, debutando en ese año en las divisiones regionales. En 1994 juega por primera vez en la Liga keniana de fútbol donde termina en el lugar 16.
En la temporada 2005/06 se convierte en campeón nacional por primera vez ganando 21 de los 38 partidos que jugó empatando en la última jornada al Shabana Kisii 1-1 de visita.

## Palmarés
- Liga keniana de fútbol: 1

2005/06